# Ocotea nemodaphne
Ocotea nemodaphne är en lagerväxtart som beskrevs av Carl Christian Mez. Ocotea nemodaphne ingår i släktet Ocotea och familjen lagerväxter. Inga underarter finns listade i Catalogue of Life.